# 鐘 (敲擊器)

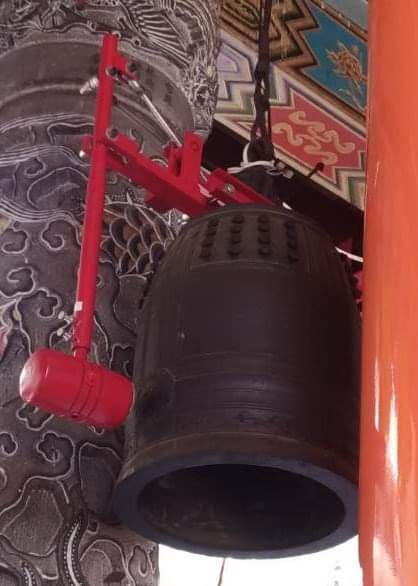
埔里地母廟的鐘

鐘是一類中空的敲擊樂器，常見的形狀上窄下寬，呈倒碗形。東亞傳統上稱為「鐘」的樂器是從外敲擊的，而靠在內部的舌搖動的則稱為鈴，也有圓形的，也被視為鐘的一類。

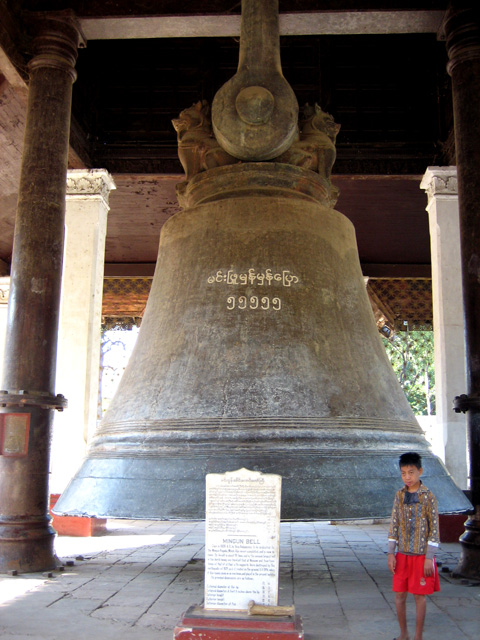
重9万公斤的明宮鐘
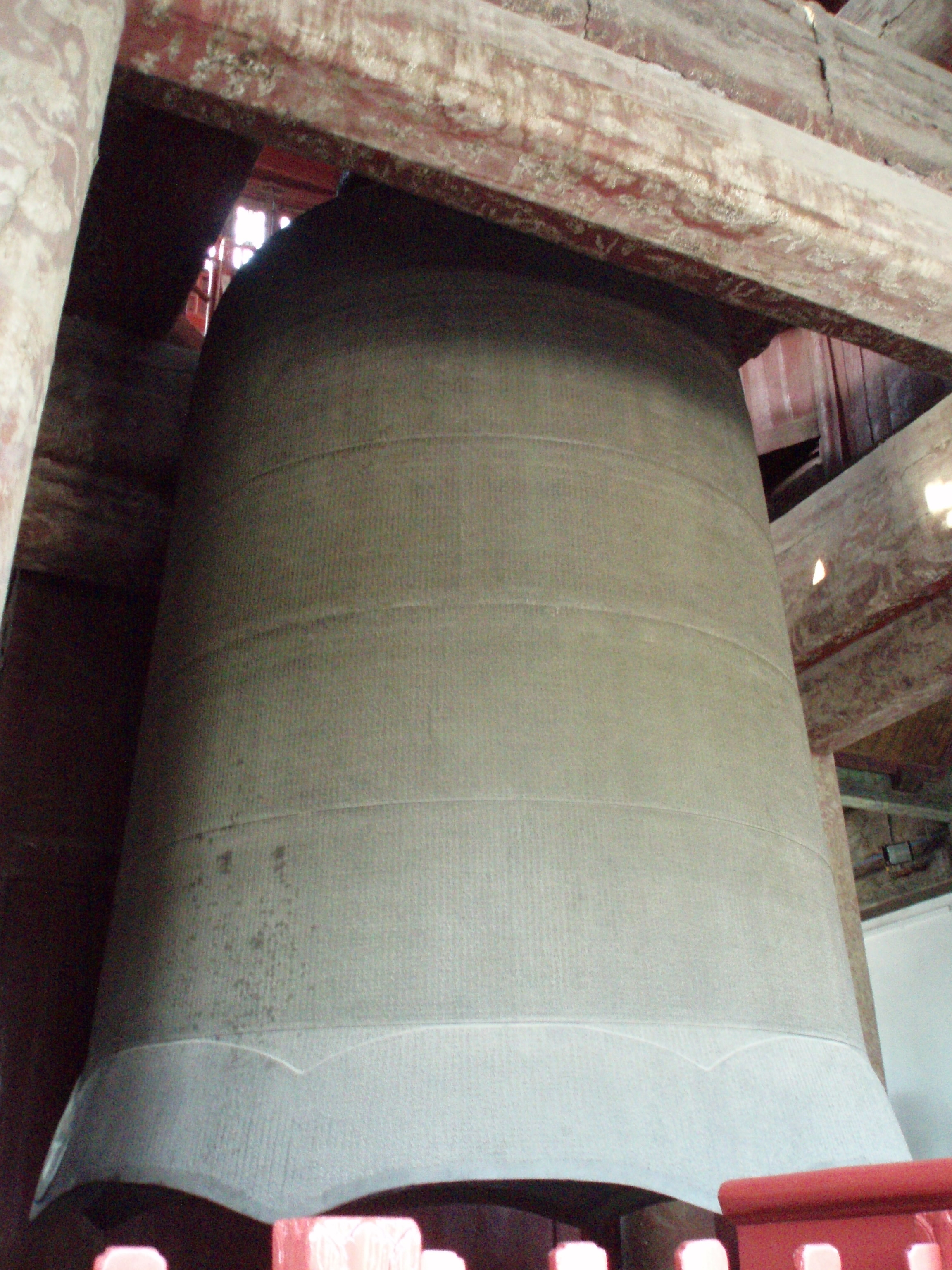
永樂大鐘

## 图片

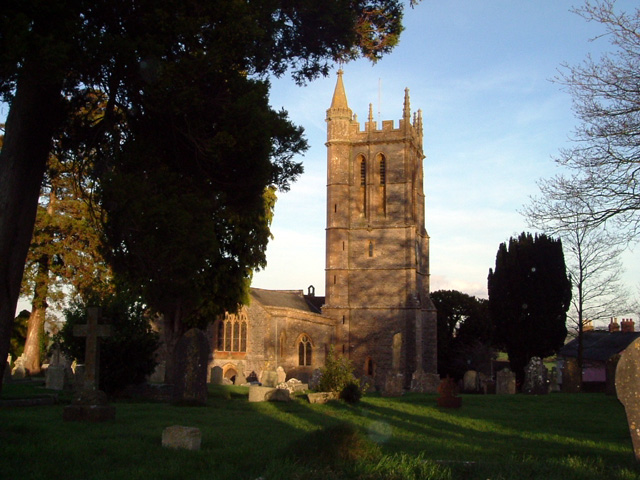
教堂的鐘楼
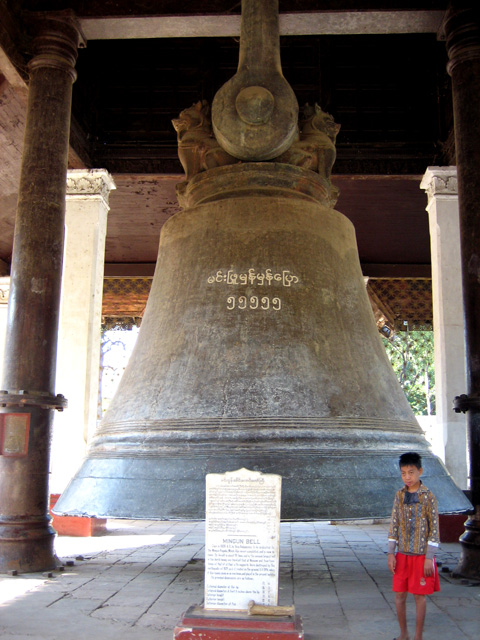
重9万公斤的明宮鐘
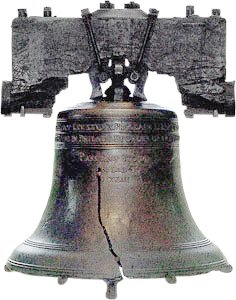
费城的自由鐘
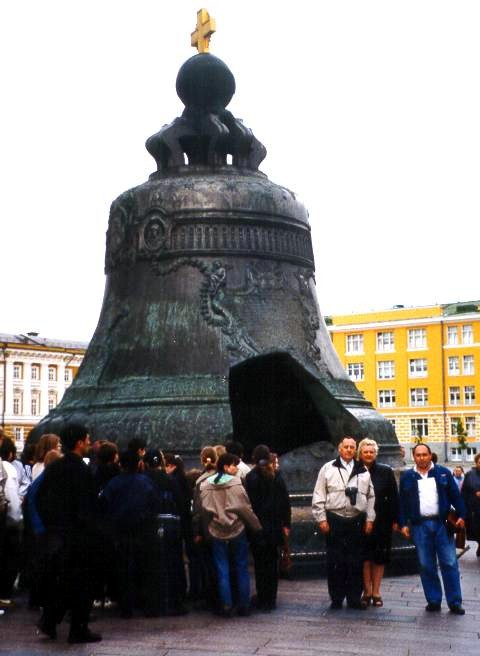
鐘皇，由马托林（英语：Motorins）氏制造。
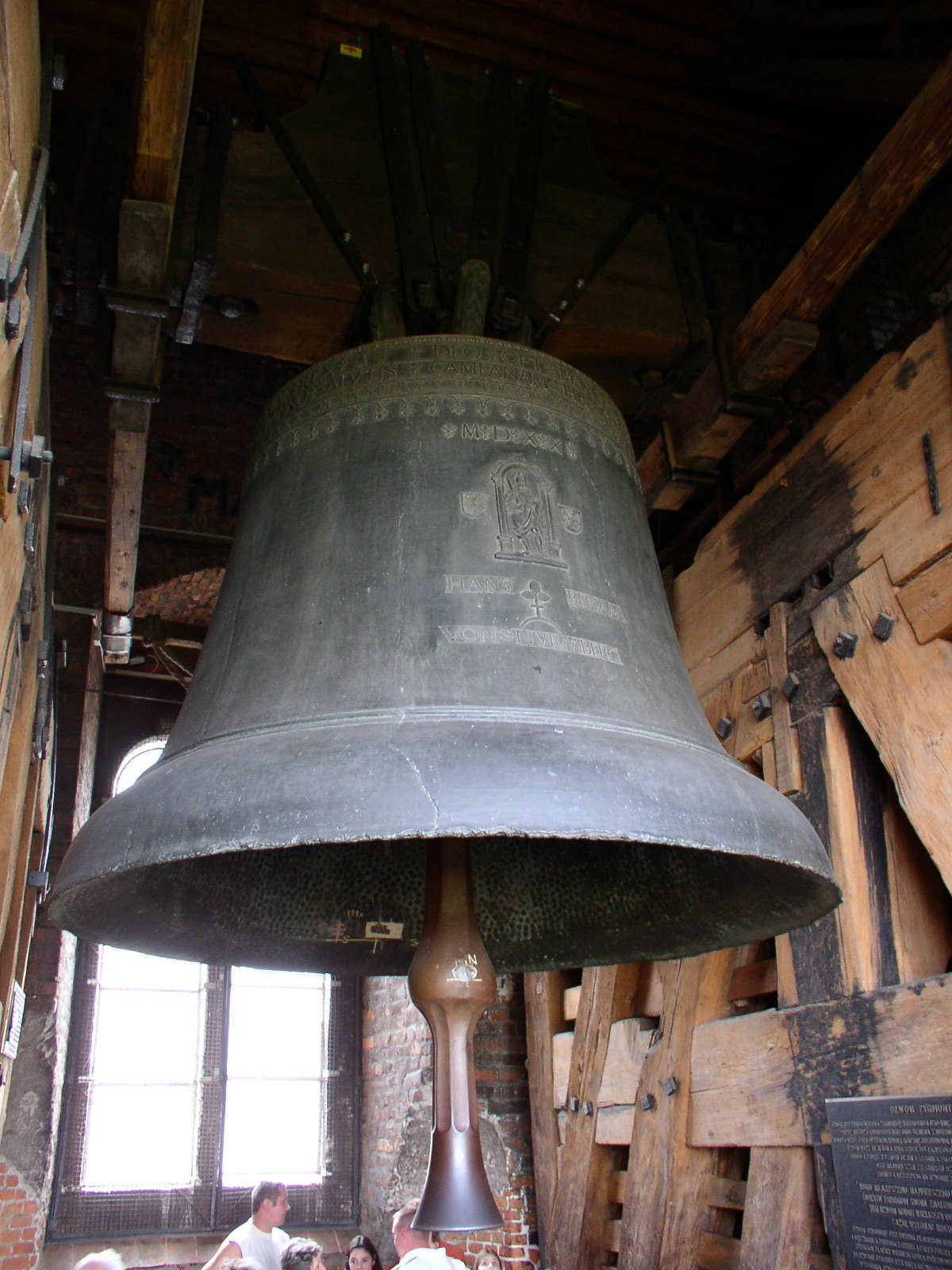
位于波兰克拉科夫的齊格蒙特鐘。
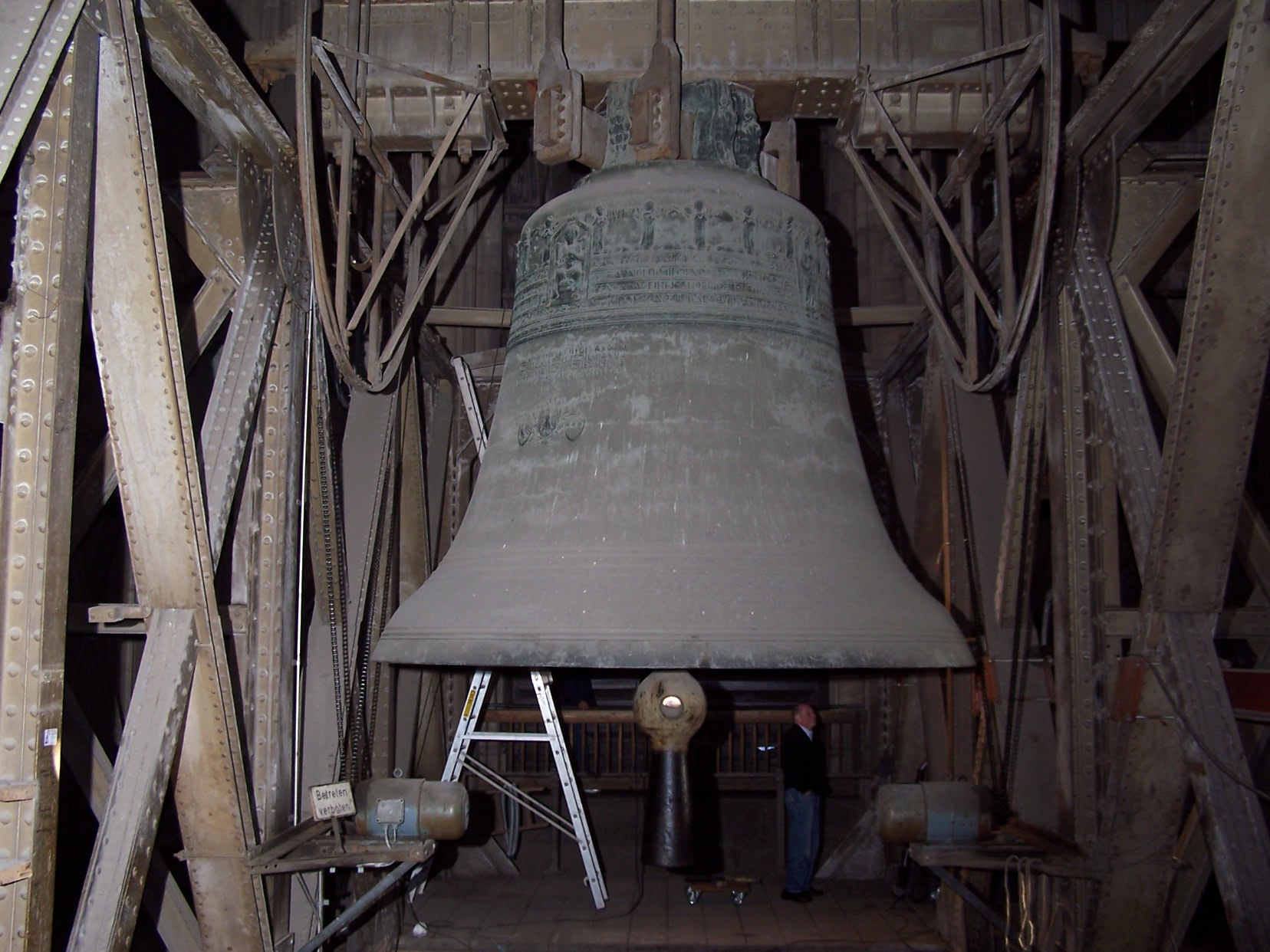
聖彼得鐘 （與人比對）
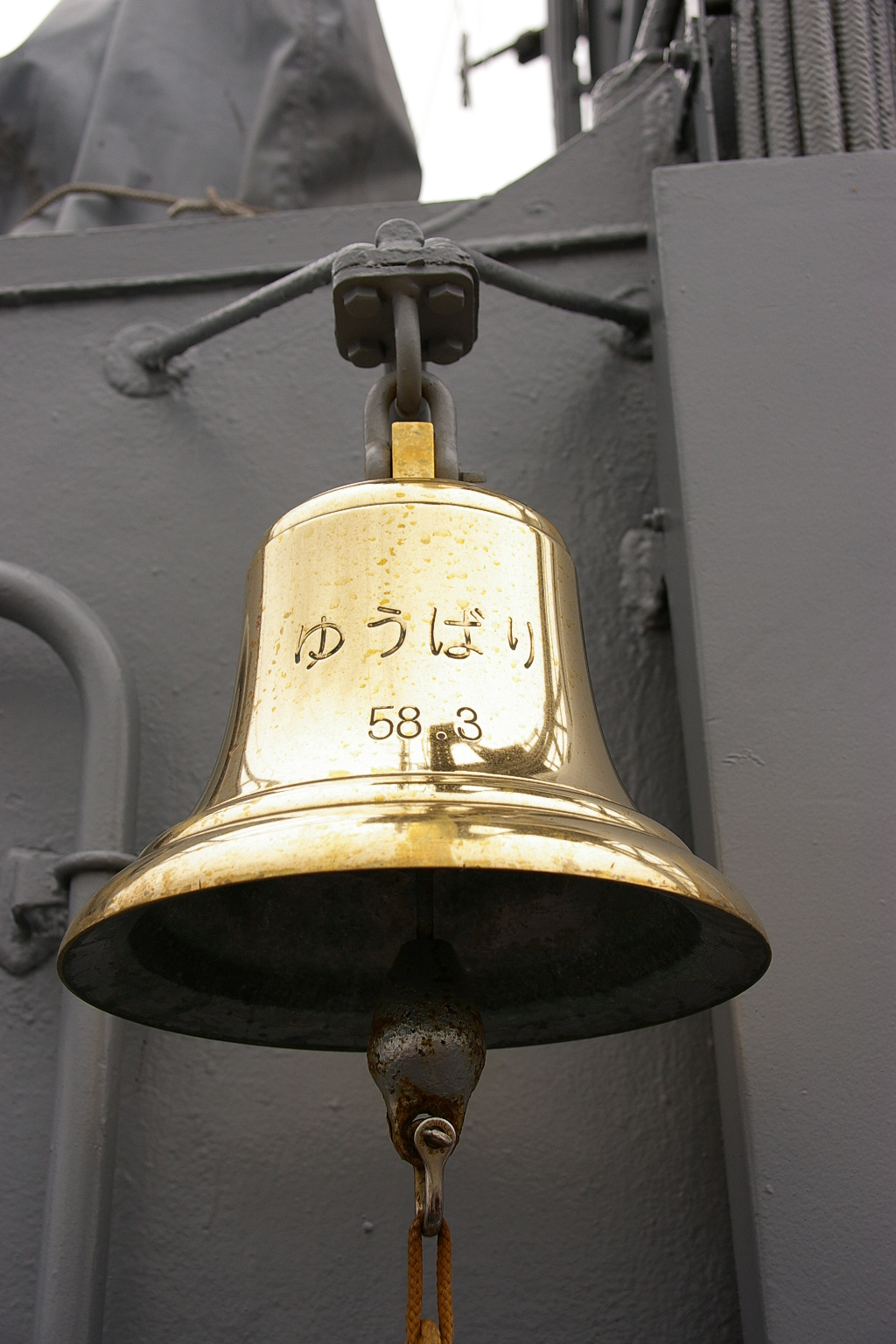
日本護衛艦上的信號鐘

## 延伸阅读
[在维基数据编辑]
 《欽定古今圖書集成·經濟彙編·樂律典·鐘部》，出自陈梦雷《古今圖書集成》